# Oithona rigida
Oithona rigida är en kräftdjursart som beskrevs av Giesbrecht 1896. Oithona rigida ingår i släktet Oithona och familjen Oithonidae. Inga underarter finns listade i Catalogue of Life.